# Micheáš (jméno)
Micheáš je mužské křestní jméno. V českém prostředí se používá poměrně zřídka, častější je v německém a anglosaském prostředí v tamních variantách Micha, Mikaiah a Micah.
Micheáš se v moderní hebrejštině píše jako Mikha (מִיכָה) a v tiberštině je napsané jako Mîḵā.
Micheáš je jméno hebrejského původu (מִיכָיְהוּ), znamenající "kdo je jako Hospodin". Ve Starém zákoně je Micheáš jeden ze dvanácti malých proroků.

## Domácké podoby
Mika, Miky, Majka, Mikeš, Mikeáš[zdroj?]

## Reální nositelé jména
- Micheáš – biblický prorok
- Micah Richards – britský fotbalista (Hraje za Manchester City)
- Micah Moore – americká pornoherečka
- Micah Hinson – americký indie rockový zpěvák a kytarista
- Micah Jenkins – americký brigádní generál
- Micah Owings – americký baseballista
- Micah Wright – americký spisovatel
- Katt Williams – americký komik, vlastním jménem Micah Williams
- Micha Acher – německý muzikant
- Micha Josef Bin Gorion – vlastní jméno Micha Josef Berdyczewsky; hebrejský publicista a spisovatel
- Micha Lewinsky – švýcarský scenárista a režisér
- Micha Ullman – izraelský výtvarník a profesor Akademie výtvarných umění ve Stuttgartu
- Micha Pansi – rakouský fantasy spisovatel
- Micha Marah – belgická zpěvačka
- Micha Brumlik – švýcarský profesor

## Příjmení odvozená od jména
- Raymond Micha – belgický muzikant, dirigent a skladatel

## Fiktivní nositelé jména
- Micah Sanders – postava z amerického seriálu Hrdinové. Hrál Noah Gray-Cabey